# 北海道中央バス西岡営業所

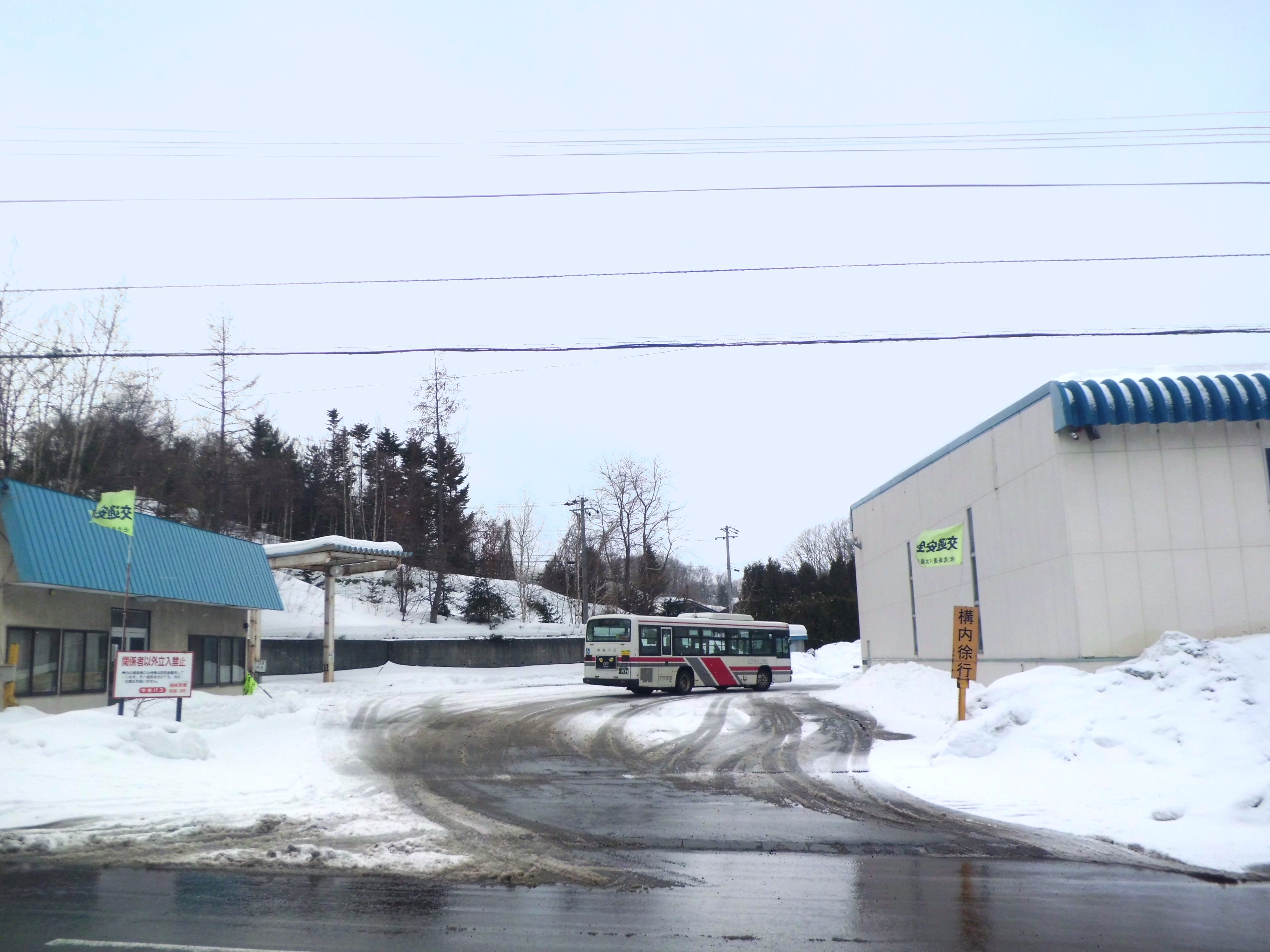
北海道中央バス 西岡営業所

北海道中央バス西岡営業所（ほっかいどうちゅうおうバスにしおかえいぎょうしょ）は、北海道中央バス（中央バス）が北海道札幌市豊平区西岡491に設置する、バス事業部（旧・札幌事業部）に属する営業所である。最寄停留所は「西岡4条14丁目」。乗車券発売は定期乗車券の予約取次のみ行う。

## 歴史
南郷営業所が管轄する西岡車庫として設置。
1998年（平成10年）12月1日に南郷営業所を廃止。西岡車庫に営業所機能を移転し西岡営業所となった。

## 現行路線
豊平区南部、南区方面が中心。一般路線のほか定期観光バスも担当する。下記の他、他営業所が主担当の路線を運行する場合や、下記路線を他営業所が運行する場合がある。
札幌市交通局（札幌市営地下鉄）との連絡運輸（乗継割引）は太字（乗継指定）停留所・駅から全区間が乗継指定区間となる。乗継割引に関する概要は、北海道中央バス#運賃形態、札幌市営地下鉄#乗継割引を参照。
各路線説明にて「地下鉄福住延伸同日」とあるのは札幌市営地下鉄東豊線が福住駅まで延伸した1994年（平成6年）10月14日を示す。
2025年（令和7年）12月1日現在。

### 平岸、美園、月寒中央 - 西岡
西岡3条4丁目 - 西岡4条14丁目間「西岡3条4丁目 - 札大正門 - 西岡3条8丁目 - 西岡3条11丁目 - 西岡4条14丁目」共通経路。

#### 西岡平岸線
- 平79：平岸駅 - 豊平区役所 - 西岡1条3丁目 - 西岡3条4丁目 - 西岡4条14丁目
  - 地下鉄福住延伸同日、79 札幌駅前 - 北1条 - 南4条 - 中島公園入口 - 幌平橋 - 中の島駅 - 平岸駅 - （同上） - 西岡4条14丁目開設。
  - 2023年（令和5年）12月1日、平岸駅発着に短縮。系統番号を79から変更[5]。

#### 西岡美園線
- 美83：美園駅 - 豊平区役所 - 西岡1条3丁目 - 西岡3条4丁目 - 西岡4条14丁目
  - 地下鉄福住延伸同日、系統番号を東83から83に変更、路線名を「西岡線」から改称。
  - 2023年（令和5年）12月1日、札幌駅前 - 北1条 - 南4条（往路）/南3条（復路） - 豊平橋 - 豊平3条8丁目 - 美園3条2丁目 - 美園駅間を廃止し美園駅発着に短縮。系統番号を83から変更[5]。

#### 西岡月寒線
- 月82：月寒中央駅 - 忠霊塔 - 西岡市営住宅 - 西岡3条4丁目 - 西岡4条14丁目
  - 地下鉄福住延伸同日、起点を札幌駅前から月寒中央駅に短縮。同時に系統番号を東82から変更、路線名を「西岡線」から改称。

### 平岸、福住 - 羊ヶ丘

#### 羊ヶ丘線
- 平89：平岸駅 - 豊平区役所 - 西岡1条3丁目 - 西岡3条4丁目 - 福住2条4丁目 - 福住3条7丁目 - 福住3条9丁目（ - 羊ヶ丘展望台）
  - 羊ヶ丘展望台は夏期のみ乗り入れ。
  - 地下鉄福住延伸同日、系統番号を東89から89に変更。
  - 2023年（令和5年）12月1日、札幌駅前 - 北1条 - 南4条 - 中島公園入口 - 幌平橋 - 中の島駅 - 平岸駅間を廃止し平岸駅発着に短縮。系統番号を89から変更[5]。
- 福84：福住駅（福住バスターミナル） - 福住2条4丁目 - 福住2条7丁目 - 福住3条9丁目 - 羊ヶ丘展望台
  - 福住駅 - 福住3条9丁目の区間便あり。
  - 地下鉄福住延伸同日、起点を札幌駅前から短縮。同時に系統番号を東84から変更。

### 澄川 - 環状線、南平岸、真駒内
1994年（平成5年）10月14日の札幌市営地下鉄東豊線福住延伸に伴い、都心 - 豊平・月寒・福住方面を運行する中央バスは同区間で約75 % の路線再編を行うこととなり、利用客の地下鉄転移による大幅減収、乗務員余剰などが見込まれた。補償として、札幌市営バスが運行していた本節3路線および札幌市内定期観光バスが札幌市交通局より移管された。

#### 下西岡線
- 南71：澄川駅 - 澄川小学校 - 札大南門 - 西岡1条5丁目 - 平岸6条13丁目 - 南平岸駅
  - 地下鉄福住延伸同日より一部譲受し共同運行。3年後に全面譲受[6]。

#### 西岡環状線
- 澄73・澄74：澄川駅 - 澄川小学校 - 札大南門 - 西岡3条8丁目 - 西岡水源池 - 西岡4条14丁目 - 澄川6条10丁目 - 澄川6条5丁目 - 澄川小学校 - 澄川駅
  - 澄73は札大南門先回り、澄74は澄川6条5丁目先回り。両方向とも澄川駅 - 西岡4条14丁目の区間便あり。
  - 地下鉄福住延伸同日より全面譲受[6]、系統番号を環80から澄73に変更。
  - 2020年（令和2年）12月1日、澄川6条5丁目先回りの系統番号を澄74に変更[7]。

#### 西岡線
- 南81：澄川駅 - 澄川小学校 - 札大南門 - 西岡3条8丁目 - 西岡3条11丁目 - 澄川6条10丁目 - 緑ヶ丘 - 上町5丁目 - 真駒内駅
- 南81：真駒内駅 - 上町5丁目 - 緑ヶ丘 - 澄川南小学校
  - 地下鉄福住延伸同日より一部譲受し共同運行[6]。
  - 1999年（平成11年）2月25日、地下鉄東西線の宮の沢駅延伸時のダイヤ改正と同時に、札幌市営バス担当便を全面譲受。
  - 2017年（平成29年）12月1日、豊平清掃事務所系統の澄川南小学校 - 豊平清掃事務所間を廃止[8]。

### 澄川、真駒内 - JR白石、福住、大谷地

#### 澄川白石線
- 澄78：澄川駅 - 澄川小学校 - 札大南門 - 西岡3条8丁目 - 札大正門 - 西岡3条4丁目 - 月寒西2条9丁目 - 月寒中央駅 - 栄通7丁目 - 南郷通7丁目南 - 南郷7丁目駅 - アサヒビール園 - 白石本通4丁目 - JR白石駅
  - 地下鉄福住延伸同日、東77月白線（月寒ターミナル（1994年10月14日に「月寒営業所」に、2001年12月1日に「月寒東1条19丁目」に改称） - 地下鉄白石駅 - JR白石駅）を廃止、平78平白線（幌平橋・平岸駅 - 月寒中央駅 - 南郷7丁目駅 - JR白石駅）を新設。当時は南郷営業所管轄。
  - 1998年（平成10年）12月1日、南郷営業所廃止に伴い、平岡営業所に転籍。
  - 2001年（平成13年）12月1日、白石営業所に転籍。
  - 2006年（平成18年）12月1日、幌平橋・平岸駅 - 月寒中央駅間を廃止し、澄川駅 - 月寒中央駅間を新設、路線名を澄78澄川白石線に変更。同時に西岡営業所へ転籍。

#### 真駒内線
- 真104・真105：真駒内駅 - 上町5丁目 - 緑ヶ丘 - 澄川6条10丁目 - 西岡3条11丁目 - 西岡3条8丁目 - 福住中央通8丁目 - 福住2条4丁目 - 福住駅（福住バスターミナル） - 札幌ドーム - 東月寒まちづくりセンター - 栄通18丁目 - 南郷18丁目駅 - 大谷地駅（大谷地バスターミナル）
  - 真104は真駒内 - 福住の区間便。真105は1998年（平成10年）12月1日設定。
  - 2018年（平成30年）12月1日、真104の真駒内 - 福住 - 月寒東1条19丁目系統と農業研究センター系統を廃止[9]。

### 真駒内 - 芸術の森、滝野
真駒内駅 - サンブライト真駒内間「真駒内駅 - 真駒内花園 - 石山陸橋 - 石山東6丁目 - 札幌市立大学 - 芸術の森入口 - サンブライト真駒内」共通経路。

#### 滝野線
- 真102：真駒内駅 - サンブライト真駒内
- 真106：真駒内駅 - サンブライト真駒内 - 滝野峠 - 厚別の滝 - すずらん公園東口
  - 真駒内 - 厚別の滝の区間便あり。すずらん公園休園期間は全便厚別の滝発着となる。
  - 2014年（平成26年）12月1日より、厚別の滝・すずらん公園東口発着便の番号が真102から真106へ変更された。
  - 夏期のみ運行していた106 札幌ターミナル発着系統は2018年（平成30年）4月1日廃止[10]。
- 真107：真駒内駅 - 芸術の森入口 - 芸術の森センター
  - 2018年（平成30年）12月1日、系統番号を真102から変更[9]。
- 真108：真駒内駅 - サンブライト真駒内 - 真駒内滝野霊園 - 頭大仏前
  - 2018年（平成30年）12月1日、系統番号を真102から変更[9]。
  - 2024年（令和6年）12月1日、「管理事務所前」停留所を新設[11]。
  - 2025年（令和7年）4月1日、頭大仏を訪れる観光客の誤降車防止のため、管理事務所前を「真駒内滝野霊園前」に、真駒内滝野霊園を「頭大仏前」に変更[11]。
- 103：藻岩高校 - 藻南公園 - 川沿10条2丁目 - 石山陸橋 - サンブライト真駒内

## 休廃止路線
札幌支笏湖線
- 京王プラザホテル - 札幌駅前ターミナル - 南22条橋 - 真駒内駅 - 支笏湖（廃止当時）
  - 旧月寒営業所担当。夏期のみ運行。
  - 2008年（平成20年）度より、起点を札幌駅前ターミナルから京王プラザホテルへ延長、経路一部変更。
  - 2010年（平成22年）度より運行休止。2010年度は代替措置として、支笏湖を経由する定期観光バスを札幌 - 支笏湖のみで利用することが可能になった[12][13]ものの、その後定期観光バスの案内より同区間のみ乗車可能とする扱いは削除されている。

真駒内三井アウトレットパーク線
- 真106：真駒内駅・緑ヶ丘・澄川6条11丁目・西岡3条11丁目・西岡3条8丁目・福住3条9丁目 - 三井アウトレットパーク
  - 2010年（平成22年）7月16日、開設。主に土曜・日曜・祝日に運行[14]。

福住澄川線
- 福76：澄川駅 - 澄川小学校 - 平岸高校 - 西岡1条5丁目 - 札大南門 - 西岡3条8丁目 - 福住中央通8丁目 - 福住2条4丁目 - 福住駅
  - 2006年（平成18年）12月1日、開設。平日のみで運行開始。
  - 2008年（平成20年）4月1日、土曜・休日の運行開始。
  - 2023年（令和5年）4月1日、廃止。[15]

空沼線

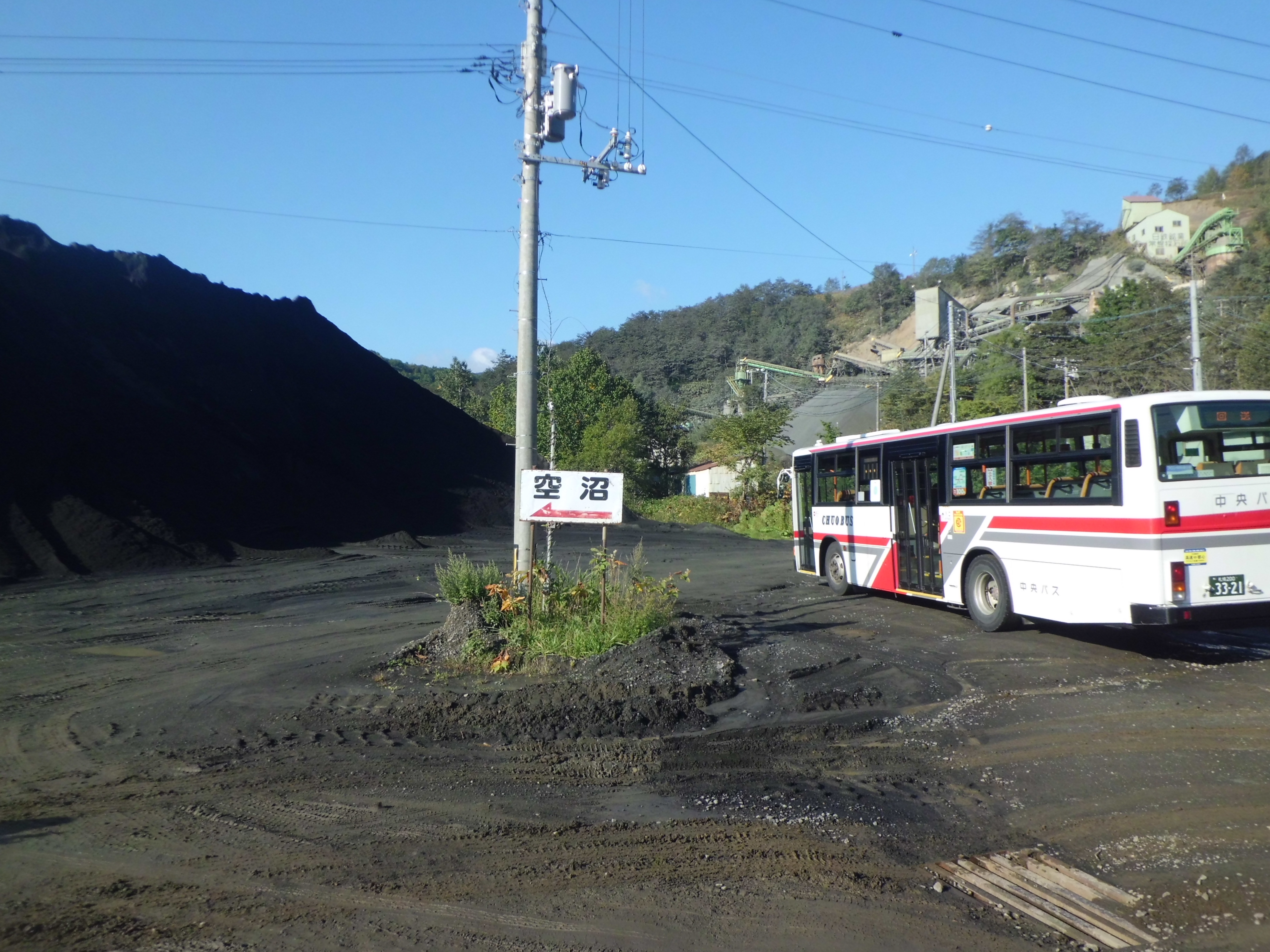
空沼登山口停留所

- 真101：真駒内駅 - 真駒内花園 - 石山陸橋 - 石山東6丁目 - 札幌市立大学 - 芸術の森入口 - 常盤 - 空沼二股（ - 空沼登山口）
  - 空沼登山口は夏期土曜・休日の一部のみ乗り入れ。
  - 夏期のみ運行していた101 札幌ターミナル発着系統は2018年（平成30年）4月1日廃止[10]。
  - 2025年（令和7年）4月1日、廃止[16]。札幌市の乗合タクシーに引き継がれた[17]。

駒岡線
- 南92：真駒内駅 - 南町3丁目 - 南町7丁目 - 保養センター駒岡 - 駒岡団地 - 開拓記念会館 - 駒岡小学校 - 小島水源地 - 恵開拓記念碑
  - 真駒内 - 駒岡小学校の区間便あり。開拓記念会館 - 恵開拓記念碑間はフリー乗降区間。
  - 常盤地区へ延伸・循環線化の要望が出たものの、中央バス側は道路事情等から不可能としている[18]。
  - 2000年（平成12年）4月1日、札幌市営バス藻岩営業所より移譲。
  - 2007年（平成19年）4月1日、恵開拓記念碑 - 滝野・すずらん公園東口間を廃止。旧札幌市営バス路線としては初めての廃止区間となった。
  - 2010年（平成22年）12月1日、滝野線から駒岡線に路線名変更。
  - 2025年（令和7年）4月1日、廃止[16]。札幌ばんけい（ばんけいバス）に引き継がれた[19][20]。